# コマルカ・デ・ベルガンティーニョス
コマルカ・デ・ベルガンティーニョス（Comarca de Bergantiños）はガリシア州ア・コルーニャ県のコマルカで、同県の北西部に位置する。
カバーナ・デ・ベルガンティーニョス、カルバージョ、コリスタンコ、ア・ララーチャ、ラシェ、マルピカ・デ・ベルガンティーニョス、ポンテセソの7自治体によって構成される。
隣接するコマルカは、東がコマルカ・ダ・コルーニャ、南がコマルカ・デ・オルデス、コマルカ・ド・シャージャス、コマルカ・ダ・テーラ・デ・ソネイラ。北は大西洋に面している。
面積は744.2km²で、2010年の人口は70,246人（2007年：69,960人）。コマルカの中心となっている地区は自治体カルバージョのカルバージョ教区内のカルバージョ地区。

## 地理
| コマルカ・デ・ベルガンティーニョスの構成自治体（2010年） |            |             |                    |
| 自治体                                                   | 人口（人） | 面積（km²） | 人口密度（人/km²） |
| カバーナ・デ・ベルガンティーニョス                       | 4,909      | 100.3       | 48.9               |
| カルバージョ                                             | 31,149     | 186.8       | 166.8              |
| コリスタンコ                                             | 7,165      | 141.1       | 50.8               |
| ア・ララーチャ                                           | 11,213     | 125.8       | 89.1               |
| ラシェ                                                   | 3,417      | 36.9        | 92.6               |
| マルピカ・デ・ベルガンティーニョス                       | 6,178      | 61.4        | 100.6              |
| ポンテセソ                                               | 6,215      | 91.9        | 67.6               |
| 計                                                       | 70,246     | 744.2       | 94.4               |
| 出典: INE（スペイン国立統計局）、IGE（ガリシア統計局）   |            |             |                    |